# Lizy-sur-Ourcq
Lizy-sur-Ourcq ist eine französische Gemeinde mit 3575 Einwohnern (Stand 1. Januar 2022) im Département Seine-et-Marne in der Region Île-de-France. Sie gehört zum Arrondissement Meaux und ist der Hauptort (chef-lieu) des Kantons La Ferté-sous-Jouarre. Die Einwohner werden Lizéen(ne)s genannt.

## Geographie
Lizy-sur-Ourcq liegt etwa 16 Kilometer nordöstlich von Meaux und etwa 60 Kilometer nordöstlich von Paris am Fluss Ourcq und am Canal de l’Ourcq. Umgeben wird Lizy-sur-Ourcq von den Nachbargemeinden May-en-Multien im Norden, Ocquerre im Osten, Mary-sur-Marne im Süden, Congis-sur-Thérouanne im Südwesten sowie Le Plessis-Placy im Westen und Nordwesten. 
Durch die Gemeinde führt die frühere Route nationale 331. 

## Geschichte
Lizy-sur-Ourcq wurde im 12. Jahrhundert als Lisiacum erwähnt. 

### Bevölkerungsentwicklung
| Jahr      | 1962 | 1968 | 1975 | 1982 | 1990 | 1999 | 2006 | 2011 | 2021 |
| Einwohner | 1782 | 2386 | 2695 | 2891 | 3047 | 3377 | 3441 | 3621 | 3519 |

## Sehenswürdigkeiten
Siehe auch: Liste der Monuments historiques in Lizy-sur-Ourcq
- Kirche Saint-Médard, im 16./17. Jahrhundert erbaut, Monument historique
- Friedhof mit dem eindrucksvollen Grabmal der Familie Bouglione

## Gemeindepartnerschaften
- Mit der britischen Gemeinde Burwell in Cambridgeshire (England) besteht seit 1996 eine Partnerschaft.